# Carta forera
Cartas foreras eran documentos relativos a la administración de justicia aunque no en todos los casos de justicia las cartas o provisiones se llamaban cartas foreras. 
Hay tres casos en que las cartas o provisiones en justicia se llamaban foreras. 

## Carta que causaba fuero
En el más clásico entre ellos y en el que con toda propiedad la carta real se llamaba forera era aquel en que esta causaba fuero o atribuía jurisdicción. Para ello es menester recordar el modo con que se administraba justicia en la corte del rey antes de la creación de las Cancillerías y aun de la Audiencia real. Como siempre, el rey era fuente de toda justicia. Él la administraba personalmente en la semana. Para dar vado con acierto a esta gran incumbencia sometía el conocimiento y decisión de los casos de justicia a personas conocedoras del derecho de las que seguían o no su corte. La carta con que el rey remitía a los recurrentes con su queja o petición a la persona que como juez en comisión había de conocer del caso se llamaba carta forera y era la que con más propiedad merecía este nombre por la razón arriba indicada de que procediendo de la fuente de la justicia causaba fuero invistiendo de jurisdicción al que sin ese cometido no la tenía para aquel caso. 
La carta continuó llamándose forera en el uso forense y de corte aun cuando ya los oidores y hombres de derecho que a prevención seguían para este fin a la corte llegaron a constituir tribunal cerca del rey. Las cartas en este caso equivalían a una mera remisión a la vía de justicia para lo que según ella o en vías de derecho hubiese lugar, práctica que continuó cuando los súbditos acudían al rey pidiendo en vía gubernativa lo que debía reclamarse y ventilarse ante los tribunales de justicia. Aunque sin el nombre también, como en el caso precedente, las cartas foreras han continuado en las cédulas de hacer justicia o cédulas de gracia sometiendo el conocimiento en justicia en casos determinados, a veces quitándolo aun a los tribunales competentes o que ya habían conocido a otros tribunales o personas particulares. Esta práctica perturbatoria del buen orden judicial se llevaba a veces al extremo de expedir cédulas de gracia para abrir pleitos fenecidos por ejecutoria sometiendo su revisión en justicia a diferentes tribunales ora de los establecidos ora estableciéndolo en comisión para aquel caso. La práctica de las cartas foreras tenía explicación y aun conducencia antes de la creación de la Audiencia real y después de las Cancillerías. No tenía ni siquiera explicación después de la organización de aquellos tribunales. Era, en fin, y es incompatible con el régimen constitucional según las constituciones políticas actuales y así las cartas, propiamente foreras, cesaron ron la erección de las cancillerías y audiencias territoriales. 

### Duración de la jurisdicción
La jurisdicción atribuida por la carta forera en el caso en que vamos hablando duraba un año a condición de que viviesen el rey que la dio, el que la obtuvo, la persona contra quien se dirigía y el juez o persona comisionada. Si viviendo todos, el juicio no quedaba radicado dentro del año por contestación a la demanda, caducaba la jurisdicción. Cesaba dentro del año si alguno de los mencionados muriese: se radicaba y continuaba hasta fenecer el juicio correspondiente radicándose éste dentro del año en la forma antes expresada, aunque después muriesen el rey que la dio, el que obtuvo la carta forera y la persona contra quien dirigía su acción salvo el juez a quien personalmente se sometía el conocimiento.

## Otros casos
Llamábanse en segundo lugar cartas foreras aquellas que el rey daba o alguno de aquellos que tenían poder de darlas en su corte o en las que dicen que hagan o cumplan alguna cosa de las que mandan las leyes o en el fuero de aquel lugar donde fuere mandada la carta, que es la que hemos reputado equivalente a la que después se ha llamado provisión ordinaria de hacer justicia, sin dar lugar a quejas y reclamaciones.
Se llamaban, por último, cartas foreras los despachos o provisiones de los alcaldes de la casa del rey, adelantados, sobre los juicios o litigios en que conocían.